# The Curse
The Curse – singel duńskiej wokalistki, Agnes Obel, zapowiadający drugi album studyjny, pt. Aventine.

## Lista utworów
1. The Curse
2. The Curse (instrumental)

## Notowania
| Lista                         | Pozycja |
| ----------------------------- | ------- |
| Lista Przebojów Radia Merkury | 1       |
| Lista Przebojów UWUEMKA       | 5       |
| Lista Przebojów Trójki        | 23      |

## Teledysk
Wideoklip opublikowano 20 sierpnia w serwisie YouTube. Za reżyserię i zdjęcia odpowiada Alex Brüel Flagstad.